# Liste der Biografien/Meyer, H
Liste der Biografien |
Portal Biografien |
H Personensuche
# |
A |
B |
C |
D |
E |
F |
G |
H |
I |
J |
K |
L |
M |
N |
O |
P |
Q |
R |
S |
T |
U |
V |
W |
X |
Y |
Z |
?
 
Ma |
Mb |
Mc |
Md |
Me |
Mf |
Mg |
Mh |
Mi |
Mj |
Mk |
Ml |
Mm |
Mn |
Mo |
Mp |
Mq |
Mr |
Ms |
Mt |
Mu |
Mv |
Mw |
Mx |
My |
Mz
 
Mea–Mee |
Mef |
Meg |
Meh |
Mei |
Mej |
Mek |
Mel |
Mem |
Men |
Meo |
Mep |
Mer |
Mes |
Met |
Meu |
Mev |
Mew |
Mex |
Mey |
Mez
 
Meyb |
Meyd |
Meye |
Meyf |
Meyg |
Meyh |
Meyi |
Meyj |
Meyk |
Meyl |
Meyn |
Meyo |
Meyp |
Meyr |
Meys |
Meyt |
Meyz
 
Meyen |
Meyer
 
Meyer, A |
Meyer, B |
Meyer, C |
Meyer, D |
Meyer, E |
Meyer, F |
Meyer, G |
Meyer, H |
Meyer, I |
Meyer, J |
Meyer, K |
Meyer, L |
Meyer, M |
Meyer, N |
Meyer, O |
Meyer, P |
Meyer, R |
Meyer, S |
Meyer, T |
Meyer, U |
Meyer, V |
Meyer, W |
Meyer, Y |
Meyer, Z |
Meyerb |
Meyerd |
Meyere |
Meyerf |
Meyerh |
Meyeri |
Meyerl |
Meyerm |
Meyern |
Meyero |
Meyerr |
Meyers
Die Liste der Biografien führt alle Personen auf, die in der deutschsprachigen Wikipedia einen Artikel haben. Dieses ist eine Teilliste mit 127 Einträgen von Personen, deren Namen mit den Buchstaben „Meyer, H“ beginnt.

## Meyer, H

### Meyer, Ha
- Meyer, Hajo (1924–2014), deutsch-niederländischer Physiker und Autor
- Meyer, Hannes (1889–1954), deutsch-schweizerischer Architekt und UrbanistHannes Meyer (1889–1954)

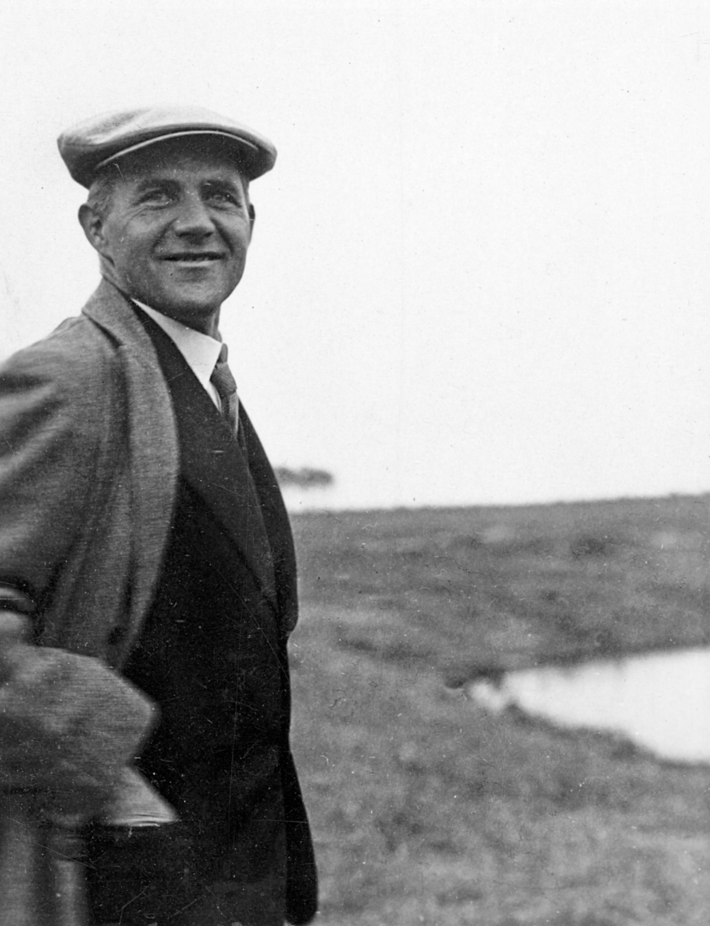
Hannes Meyer (1889–1954)

- Meyer, Hanni (1921–1943), deutsche Putzmacherin und Widerstandskämpferin
- Meyer, Hanns (1890–1965), deutscher Naturwissenschaftler und Autor
- Meyer, Hans (1846–1919), deutscher Maler und Kupferstecher
- Meyer, Hans (1849–1913), deutscher Geschichtslehrer, Dichter, Sprachforscher und Schriftsteller
- Meyer, Hans (1855–1918), deutscher Konteradmiral der Kaiserlichen Marine
- Meyer, Hans (1858–1929), deutscher Geograph, Verleger und Afrikaforscher
- Meyer, Hans (1867–1949), deutscher Architekt, Ehrensenator der Universität Gießen
- Meyer, Hans (1877–1964), deutscher Arzt und Röntgenologe
- Meyer, Hans (1884–1966), deutscher Philosoph
- Meyer, Hans (1897–1963), deutscher Bundesrichter
- Meyer, Hans (1898–1989), deutscher Flottillenadmiral der Bundesmarine
- Meyer, Hans (1900–1962), deutscher Mediziner und Ministerialbeamter
- Meyer, Hans (1910–1971), deutscher Pfarrer
- Meyer, Hans (* 1913), deutscher Landespolitiker (KPD, KBW), MdBB
- Meyer, Hans (1914–2007), deutscher Kommunalpolitiker und Bürgermeister
- Meyer, Hans (1925–1982), deutscher Keramiker
- Meyer, Hans (1925–2020), südafrikanischer Schauspieler
- Meyer, Hans (* 1925), deutscher Fußballspieler
- Meyer, Hans (1933–2022), deutscher Jurist, Hochschullehrer und Präsident der Humboldt-Universität zu Berlin
- Meyer, Hans (* 1938), deutscher Innenarchitekt, Designer und Hochschullehrer
- Meyer, Hans (* 1942), deutscher Fußballspieler und -trainerHans Meyer (* 1942)

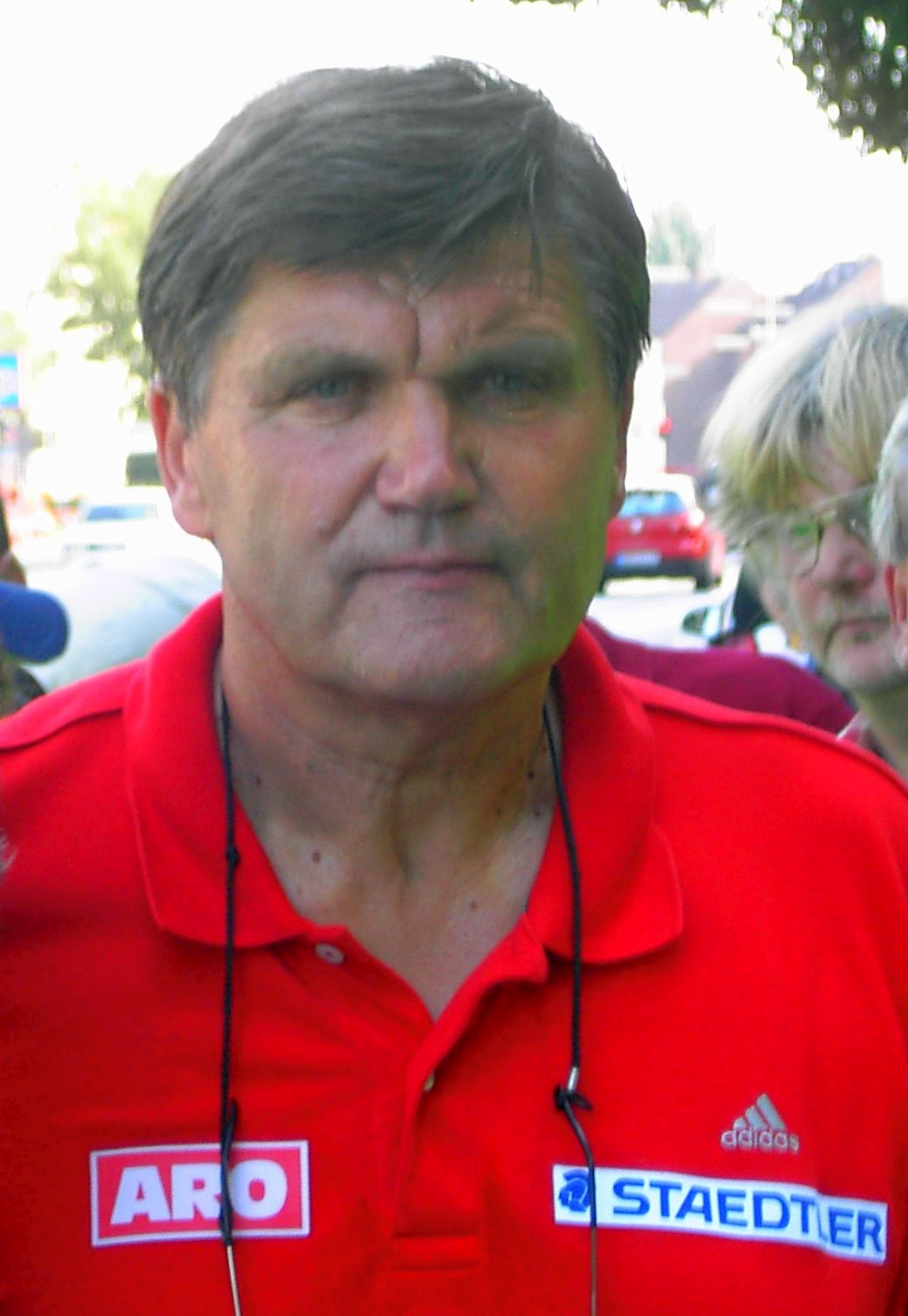
Hans Meyer (* 1942)

- Meyer, Hans Bernhard (1898–1982), deutscher Kunsthistoriker und Autor
- Meyer, Hans Bernhard (1924–2002), deutscher, katholischer Priester und Liturgiewissenschaftler
- Meyer, Hans Chanoch (1909–1991), deutsch-israelischer Pädagoge und Rabbiner
- Meyer, Hans Dieter (1929–2019), deutscher Althistoriker
- Meyer, Hans Dieter (1936–2015), deutscher Jurist, Versicherungsfachmann und Autor
- Meyer, Hans Georg (1674–1731), deutscher Hofmeister und Amtmann
- Meyer, Hans Georg (1792–1863), königlicher hannoverscher Generalleutnant
- Meyer, Hans Horst (1853–1939), deutscher Arzt und Pharmakologe
- Meyer, Hans Jacob Albrecht (1794–1877), deutscher Schiffszimmermeister
- Meyer, Hans Jacob Heinrich (1795–1858), deutscher Buchdrucker, Kaufmann, Autor, Redakteur und Herausgeber
- Meyer, Hans Jakob (1903–1981), Schweizer Bildhauer, Maler und Zeichner
- Meyer, Hans Joachim (1936–2024), deutscher Politiker (CDU)
- Meyer, Hans Leopold (1871–1942), österreichischer organischer Chemiker
- Meyer, Hans Moritz (1910–1978), deutscher Bibliothekar
- Meyer, Hans Philipp (1919–1995), deutscher lutherischer Theologe
- Meyer, Hans Rudolf (1913–2012), Schweizer Maler und Illustrator
- Meyer, Hans Rudolf (1922–2005), Schweizer Politiker (FDP)
- Meyer, Hans-Hermann (1909–2000), deutscher Neurologe und Psychiater
- Meyer, Hans-Jörg (* 1964), deutscher Sportschütze
- Meyer, Hans-Jürgen (1915–2010), deutscher Lehrer und Soldat
- Meyer, Hans-Jürgen (1949–2023), deutscher evangelischer Pfarrer
- Meyer, Hans-Werner (* 1964), deutscher SchauspielerHans-Werner Meyer (* 1964)

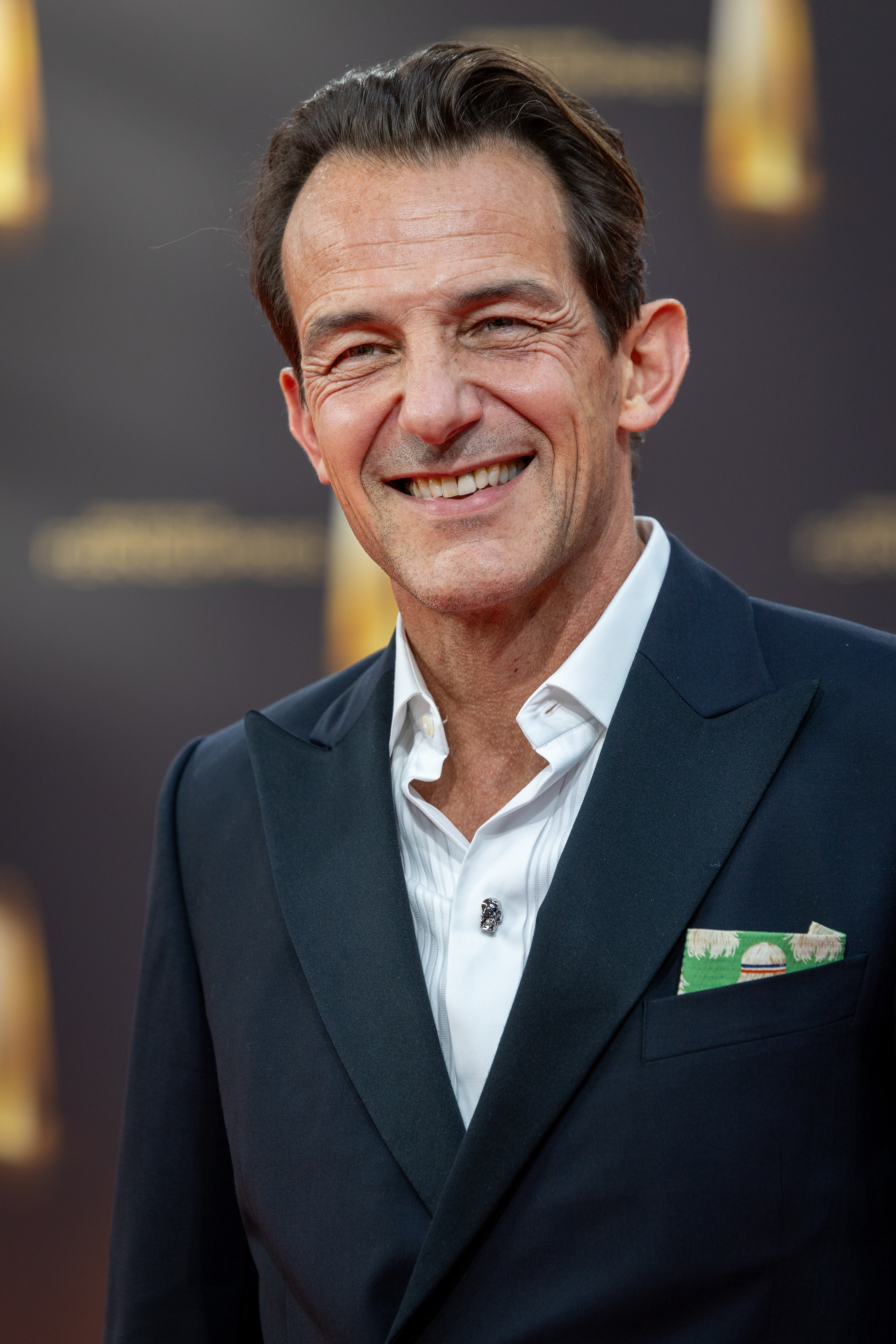
Hans-Werner Meyer (* 1964)

- Meyer, Hansgeorg (1930–1991), deutscher Schriftsteller und Journalist
- Meyer, Hansgünter (1929–2015), deutscher Soziologe und Hochschullehrer
- Meyer, Harald (* 1972), Schweizer Japanologe
- Meyer, Harding (1928–2018), deutscher evangelisch-lutherischer Theologe und Ökumeniker
- Meyer, Harro (1905–1965), deutscher Mediziner und Politiker (SPD), MdL
- Meyer, Harry (* 1960), deutscher Maler
- Meyer, Hartmut (* 1943), deutscher Politiker (SPD), MdL und Landesminister

### Meyer, He
- Meyer, Hedwig (* 1841), deutsche Theaterschauspielerin
- Meyer, Heike (* 1964), deutsche Schauspielerin
- Meyer, Heiko (* 1976), deutscher Wasserspringer
- Meyer, Heiner (* 1953), deutscher Pop-Art-Künstler und BildhauerHeiner Meyer (* 1953)

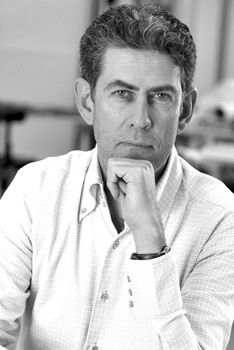
Heiner Meyer (* 1953)

- Meyer, Heinrich (1760–1832), Schweizer Maler und Kunstschriftsteller
- Meyer, Heinrich (1767–1828), deutscher Mediziner
- Meyer, Heinrich (1869–1942), deutscher Unternehmer und Werftdirektor in Bremen-Vegesack
- Meyer, Heinrich (1871–1917), deutscher Lokalpolitiker, Mitglied der Bremischen Bürgerschaft und des Bremer Senats
- Meyer, Heinrich (1878–1948), deutscher Politiker (DHP, DP), MdR, MdL
- Meyer, Heinrich (1904–1977), deutsch-amerikanischer Literaturhistoriker, Germanist und Autor
- Meyer, Heinrich (1904–1938), deutscher Journalist, Widerstandskämpfer und Politiker (KPD), MdHB
- Meyer, Heinrich (1904–1978), deutscher lutherischer Missionar und Bischof
- Meyer, Heinrich (* 1948), deutscher Pressemanager
- Meyer, Heinrich Adolph (1822–1889), deutscher Meeresforscher, Fabrikant und Politiker, MdR
- Meyer, Heinrich August (1773–1836), königlich hannoverscher und westphälischer Verwaltungsbeamter
- Meyer, Heinrich August Wilhelm (1800–1873), deutscher lutherischer Geistlicher und Theologe
- Meyer, Heinrich Christian (1797–1848), deutscher IndustriellerHeinrich Christian Meyer (1797–1848)

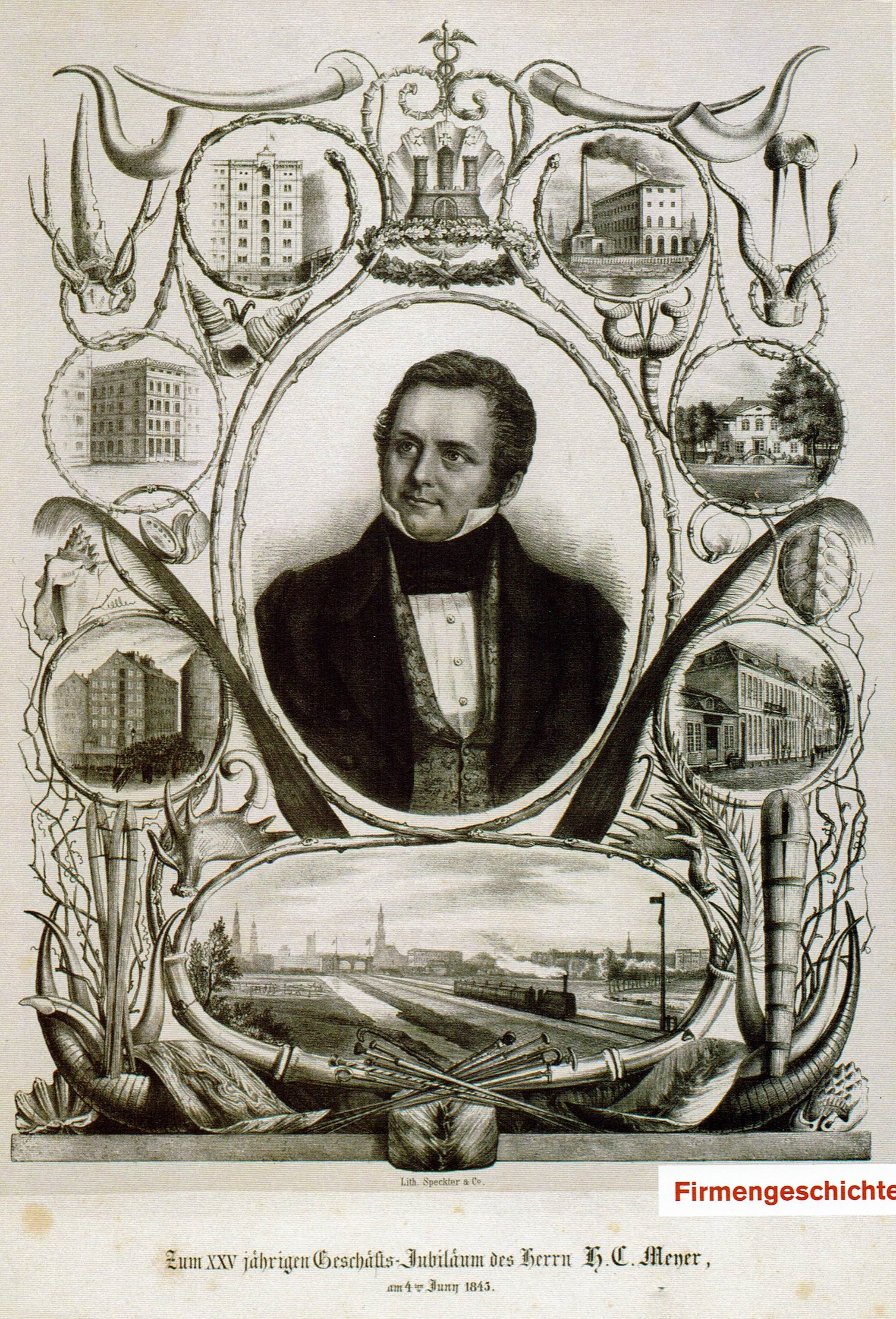
Heinrich Christian Meyer (1797–1848)

- Meyer, Heinrich Friedrich Ludwig (1839–1928), deutscher Schachkomponist
- Meyer, Heinrich H. D. (1950–2012), deutscher Ernährungswissenschaftler und Dekan
- Meyer, Heinrich Ludwig Albrecht (1901–1979), evangelisch-lutherischer Geistlicher und ostfriesischer Nationalsozialist
- Meyer, Heinz (1897–1959), deutscher Politiker (SPD), MdBB, WiRa, MdB
- Meyer, Heinz (1911–1986), deutscher Politiker (SPD), MdBB
- Meyer, Heinz (* 1943), deutscher Mittellateinischer Philologe und Hochschullehrer
- Meyer, Heinz-Dieter (* 1952), deutscher Bildungsforscher
- Meyer, Heinz-Werner (1932–1994), deutscher Gewerkschafter und Politiker (SPD), MdL, MdB
- Meyer, Heiso († 1704), deutscher Glocken- und Geschützgießer
- Meyer, Helen (1920–1998), Schweizer Politikerin (CVP) und Journalistin
- Meyer, Helga (1929–2009), deutsche Schriftstellerin und Journalistin
- Meyer, Helga (1942–2000), deutsche Opernsängerin
- Meyer, Helge-Björn (* 1968), deutscher Theaterregisseur und Dramaturg
- Meyer, Helmut (1898–1993), deutscher Landtechniker
- Meyer, Helmut (1904–1983), deutscher Schriftsteller
- Meyer, Helmut (1926–2001), deutscher Sportfunktionär
- Meyer, Helmut (1928–2012), deutscher Politiker (SPD), MdL
- Meyer, Henning (* 1978), deutscher Publizist und Sozialwissenschaftler
- Meyer, Henri (1856–1930), Schweizer Architekt
- Meyer, Henriette (1896–1944), Opfer der NS-Kriegsjustiz
- Meyer, Henry (1923–2006), deutsch-US-amerikanischer Violinist
- Meyer, Herbert (1875–1941), deutscher Rechtswissenschaftler und Rechtshistoriker
- Meyer, Herbert (1899–1984), deutscher Jurist, Verwaltungsbeamter und Politiker (NSDAP, FDP)
- Meyer, Herbert (1901–1987), US-amerikanischer Chemiker und Filmtechniker
- Meyer, Herbert (1908–1995), deutscher Synchronsprecher und Puppenspieler
- Meyer, Herbert (1908–1992), deutscher Germanist und Bibliothekar
- Meyer, Herbert (1910–1942), deutscher Arbeiter, Widerstandskämpfer und Mitglied der Baum-Gruppe
- Meyer, Herbert (1912–1983), deutscher Diplomat, Außenhandelspolitiker der DDR
- Meyer, Herbert (* 1939), deutscher Springreiter und Bundestrainer
- Meyer, Herbert (* 1948), deutscher Fußballspieler
- Meyer, Herbert Alton (1886–1950), US-amerikanischer Politiker
- Meyer, Herman (1911–1993), niederländischer Literaturwissenschaftler
- Meyer, Hermann († 1528), Lübecker Bürgermeister
- Meyer, Hermann (1846–1913), deutscher Spirituosen-Hersteller, Begründer der Lebensmittel-Einzelhandelskette Meyer
- Meyer, Hermann (1871–1932), deutscher Verleger, Geograph und Forschungsreisender
- Meyer, Hermann (1878–1961), Schweizer Maler, Glasmaler, Zeichner, Kunstkritiker und Kunstpädagoge
- Meyer, Hermann (1887–1943), deutscher Ministerialbeamter und Politiker (SPD), MdL
- Meyer, Hermann (1909–1950), deutscher Mann, Todesopfer des DDR-Grenzregimes vor dem Bau der Berliner Mauer
- Meyer, Hermann (1911–1999), deutscher Kommunalpolitiker (CDU) und Bürgermeister (Gemeinde Seevetal)
- Meyer, Hermann (1916–1999), deutscher Politiker (CDU), MdBB
- Meyer, Hermann (1923–1995), deutscher Politiker (NSDAP, SPD), MdL
- Meyer, Hermann Frank (1940–2009), deutscher Unternehmer und Publizist
- Meyer, Hermann Rudolf (1902–1979), deutscher Verleger
- Meyer, Hermann von (1801–1869), deutscher Begründer der Wirbeltierpaläontologie
- Meyer, Herrmann (1901–1972), deutsch-israelischer Verleger, Antiquar und Buchhändler
- Meyer, Herrmann Julius (1826–1909), deutscher Verleger

### Meyer, Hi
- Meyer, Hieronymus (1769–1844), schweizerisch-bayerischer Unternehmer und Bergsteiger
- Meyer, Hilbert (* 1941), deutscher Pädagoge, Professor für Schulpädagogik

### Meyer, Ho
- Meyer, Holm (* 1962), deutscher Schriftsteller und Lehrer
- Meyer, Horst (1926–2016), Schweizer Physiker
- Meyer, Horst (* 1933), deutscher Fußballspieler (DDR)
- Meyer, Horst (1941–2020), deutscher Ruderer
- Meyer, Horst Ludwig (1956–1999), deutscher Terrorist der RAF

### Meyer, Hu
- Meyer, Hubert (1826–1895), Porträtmaler
- Meyer, Hubert (1913–2012), deutscher Obersturmbannführer der Waffen-SS und Erster Generalstabsoffizier (Ia) der 12. SS-Panzer-Division „Hitlerjugend“Hubert Meyer (1913–2012)

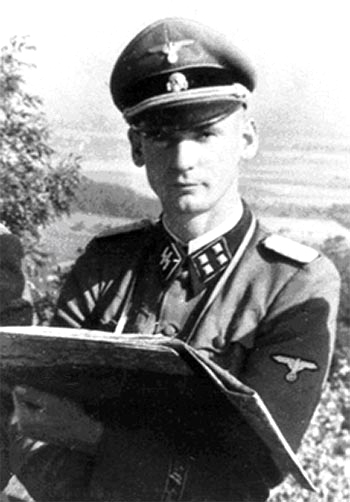
Hubert Meyer (1913–2012)

- Meyer, Hubert (* 1959), deutscher Verwaltungsjurist
- Meyer, Hugo (1949–2015), deutsch-amerikanischer Klassischer Archäologe und Kunsthistoriker
- Meyer, Hugo von (1837–1902), deutscher Strafrechtler